# Митхи
Митхи (англ. Mithi) — город в пакистанской провинции Синд, административный центр округа Тхарпаркар.

## Географическое положение
Город расположен недалеко от границы с Индией, высота над уровнем моря составляет 27 метров.

## Демография
| 1998   | 2010   |
| ------ | ------ |
| 19 524 | 20 079 |